# Сергиевское сельское поселение (Орловская область)
Се́ргиевское се́льское поселе́ние — муниципальное образование в Ливенском районе Орловской области России.
Создано в 2004 году в границах одноимённого сельсовета. Административный центр — село Сергиевское.

## География

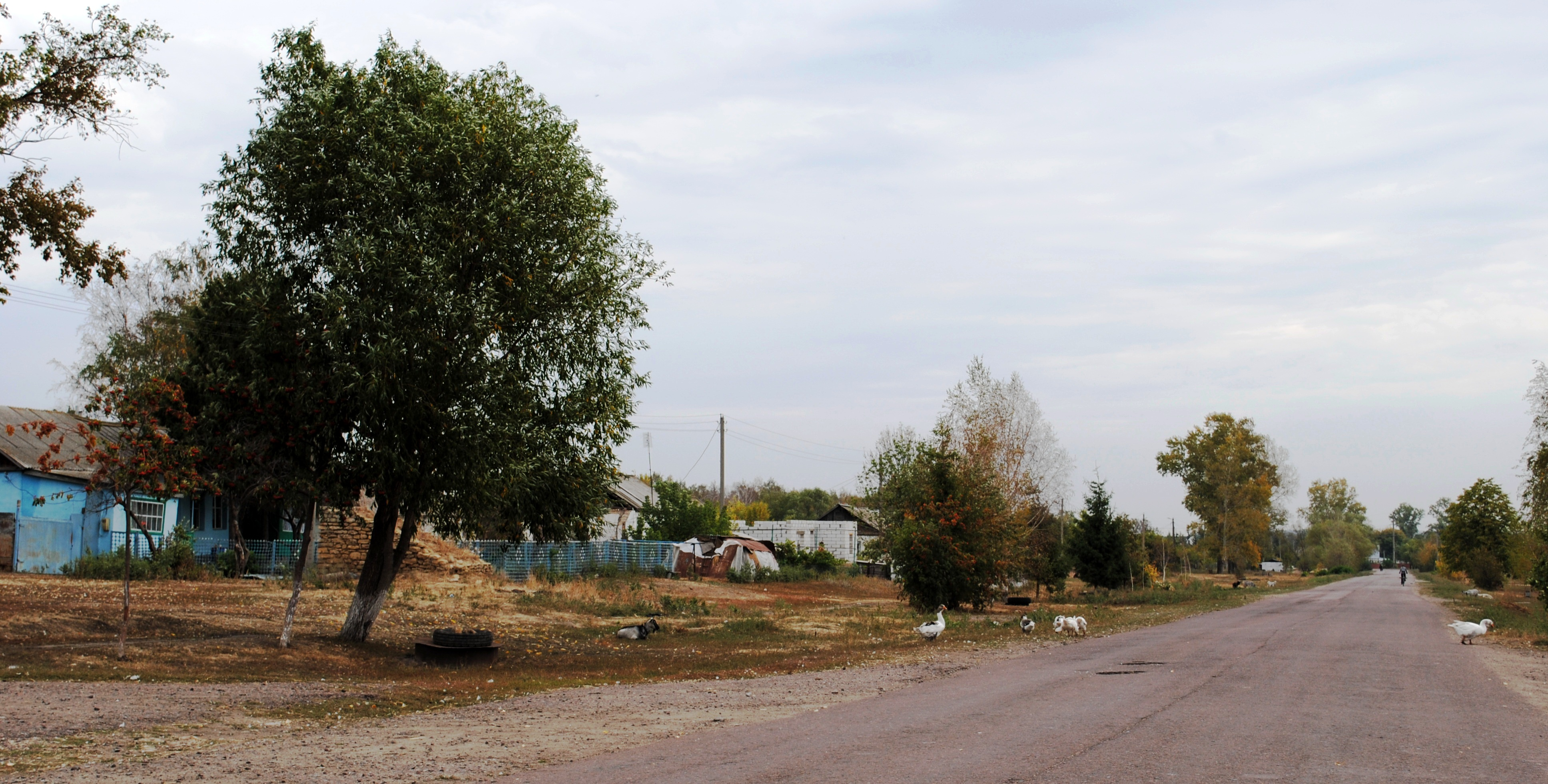
Улица села Сергиевское

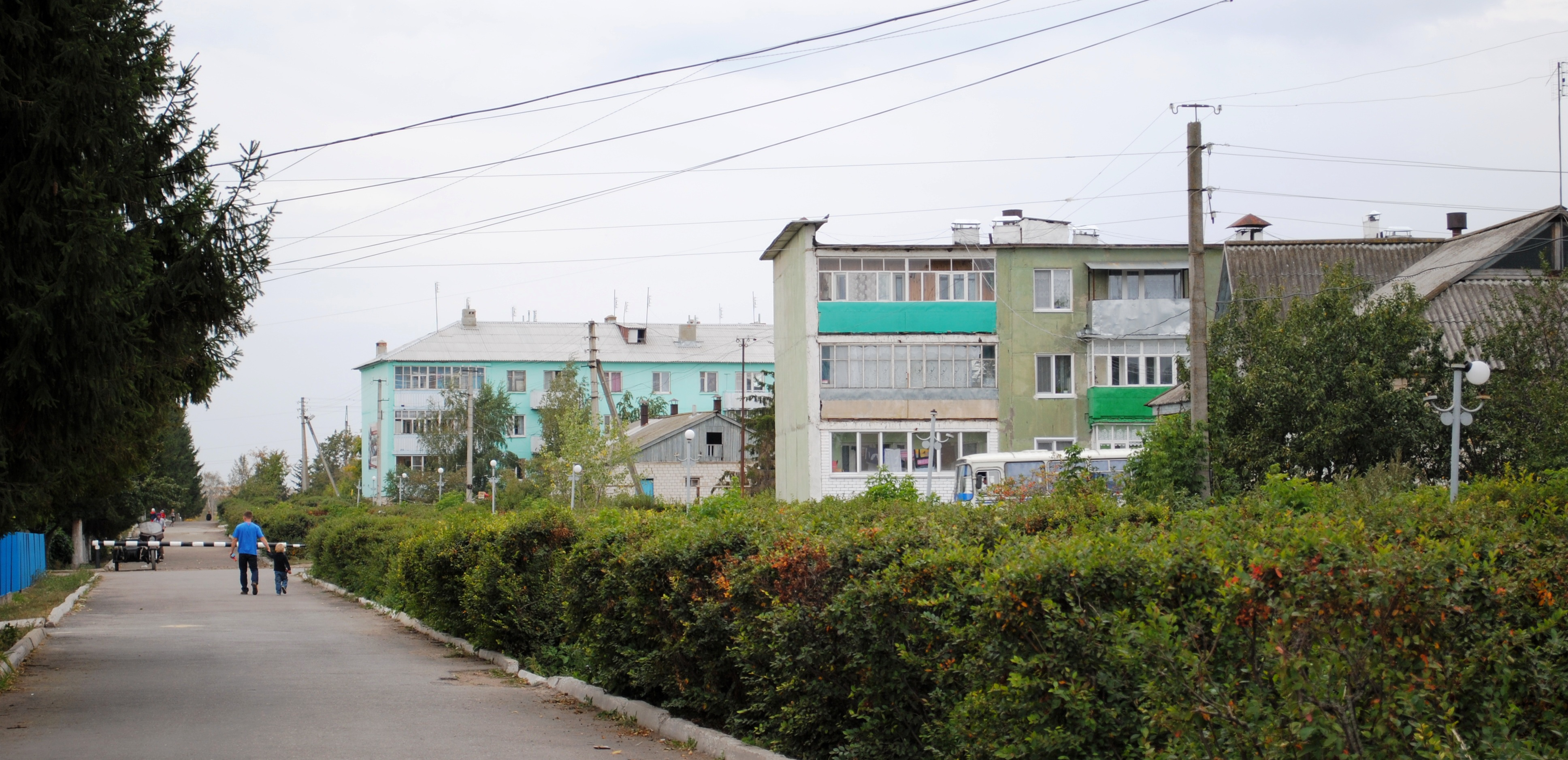
Жилые дома Племенного Завода «Сергиевский»

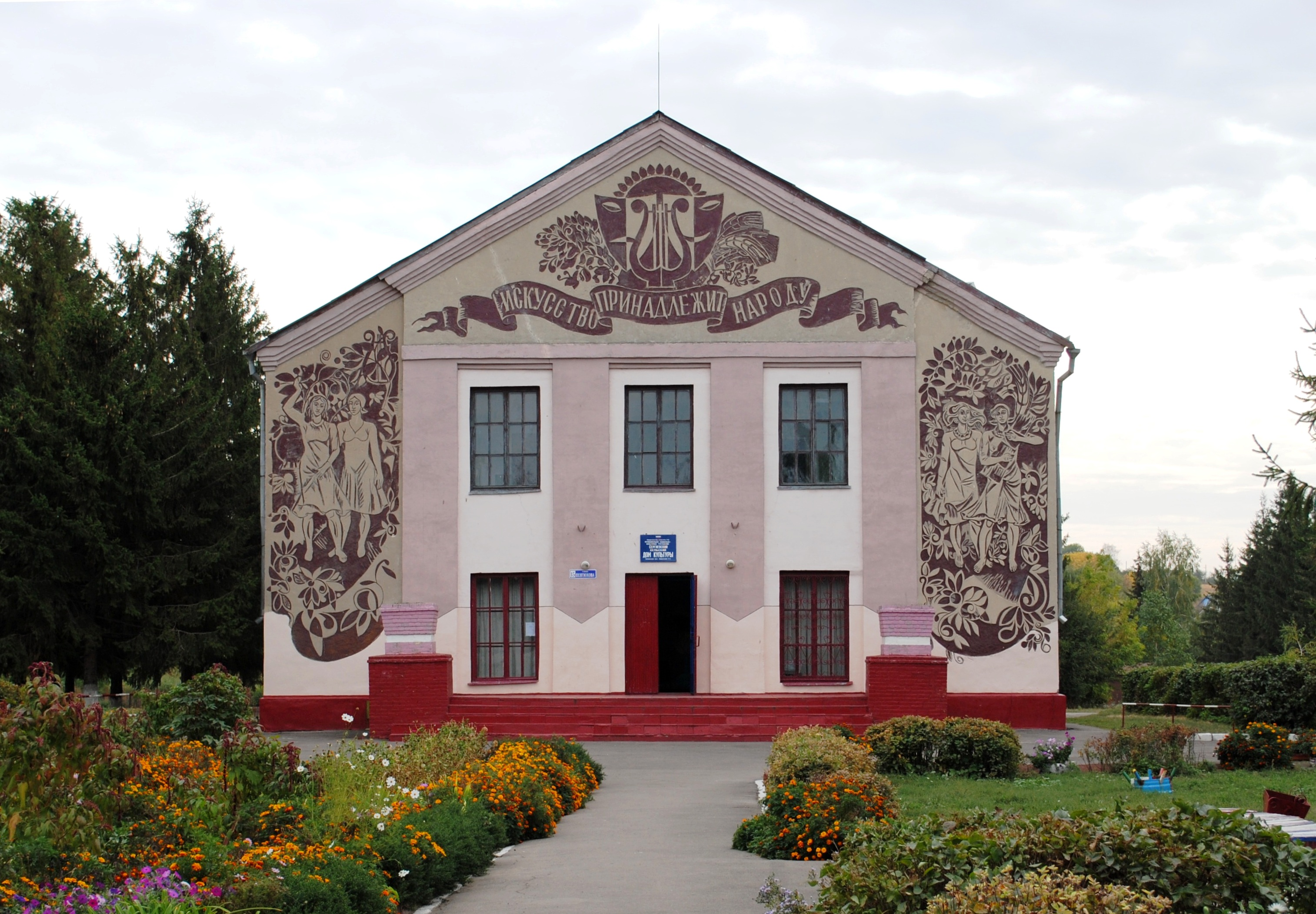
Сергиевский Дом Культуры

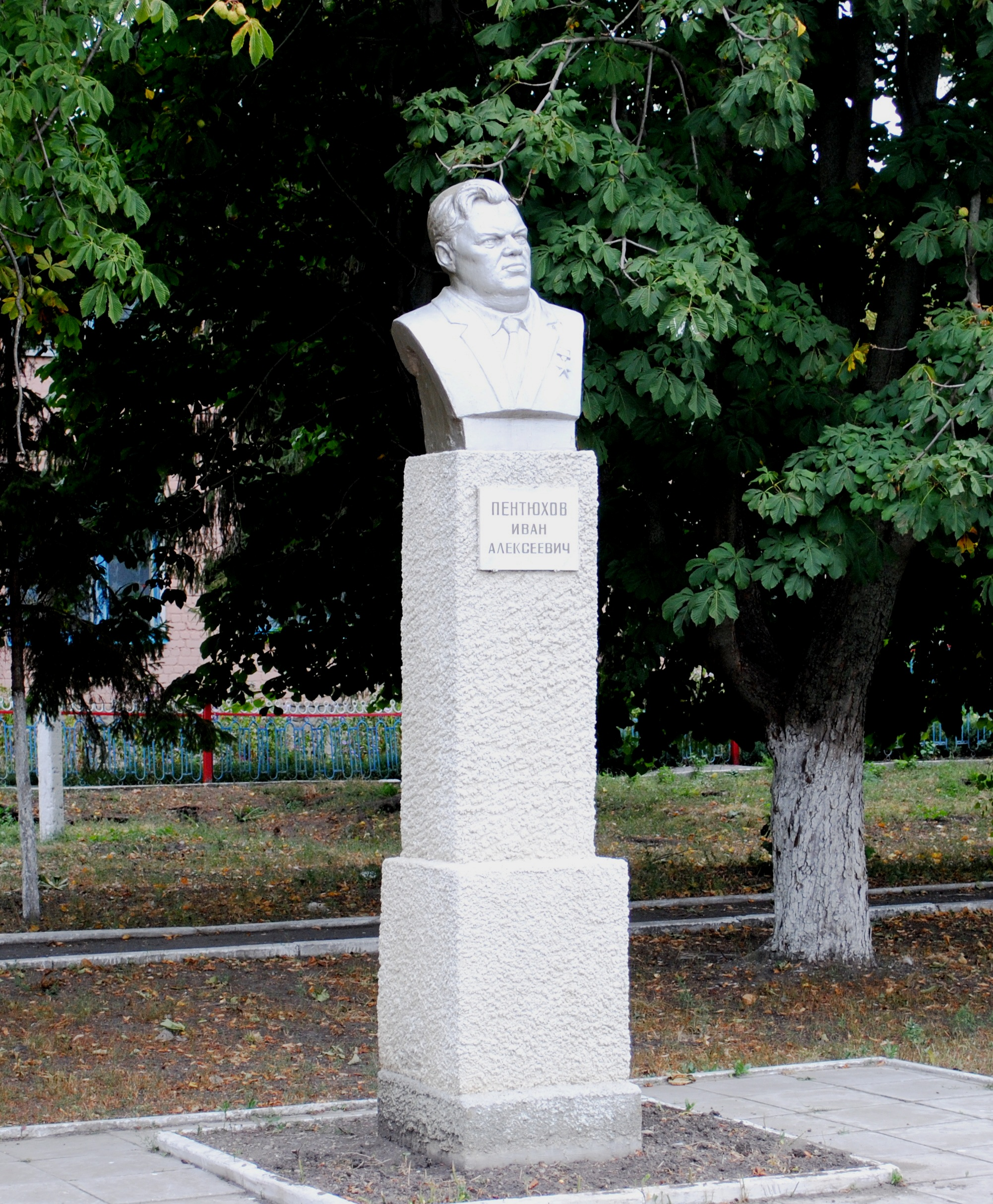
Бюст Пентюхова И. А. директора Племенного Завода «Сергиевский»

Расположено по правому берегу реки Сосны.
Высота местности над уровнем моря колеблется от 220 м до 125 м.
Протяжённость с юга на север составляет 10,2 км, с востока на запад 25 км. 

Общая площадь составляет 12019 га, в том числе 367 га занято личными приусадебными участками.
На севере Сергиевское поселение граничит с Галическим. На востоке с Липецкой областью. На юге с Навесненским, Казанским и Никольским. На западе с Беломестненским сельским поселением.
Водные ресурсы состоят из реки Сосна и Кшень.

## Население
| 2010  | 2012  | 2013  | 2014  | 2015  | 2016  | 2017  |
| ----- | ----- | ----- | ----- | ----- | ----- | ----- |
| 1970  | ↘1964 | ↘1927 | ↘1902 | ↘1886 | ↘1846 | ↘1817 |
| 2018  | 2019  | 2020  | 2021  | 2023  |       |       |
| ↘1788 | ↘1786 | ↗1790 | ↘1631 | ↘1604 |       |       |

## Населённые пункты
В состав сельского поселения (сельсовета) входят 15 населённых пунктов:
| №  | Населённый пункт | Тип     | Население (чел.) |
| -- | ---------------- | ------- | ---------------- |
| 1  | Апушкино         | деревня | 14               |
| 2  | Горюшкино        | деревня | 18               |
| 3  | Грачёв Верх      | деревня | 46               |
| 4  | Дубровка         | деревня |                  |
| 5  | Жерино           | село    | ↘331             |
| 6  | Костомаровка     | деревня | 34               |
| 7  | Луги Апушкины    | деревня | 56               |
| 8  | Михайловский     | посёлок | 45               |
| 9  | Окунёвы Горы     | деревня | ↘68              |
| 10 | Петровка         | деревня | ↘176             |
| 11 | Положенцево      | деревня | 7                |
| 12 | Сергиевское      | село    | ↗1008            |
| 13 | Суслово          | деревня | 47               |
| 14 | Урицкий          | посёлок | 32               |
| 15 | Ямской           | посёлок | ↘87              |

## История, культура и достопримечательности

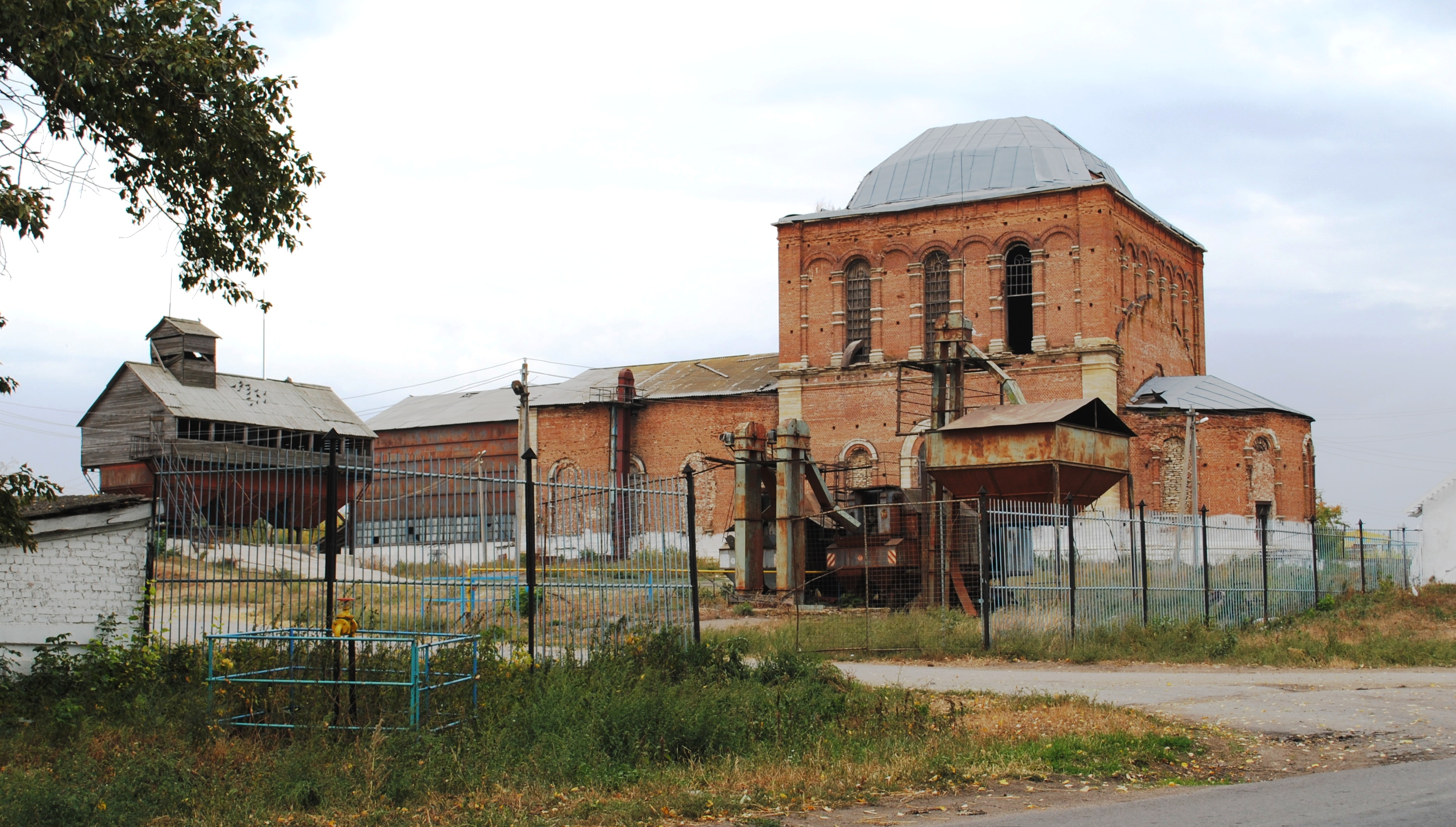
Храм во имя Св. Сергия Радонежского, построенный в 1855 году по проекту архитектора К. Тона, 2010 год.

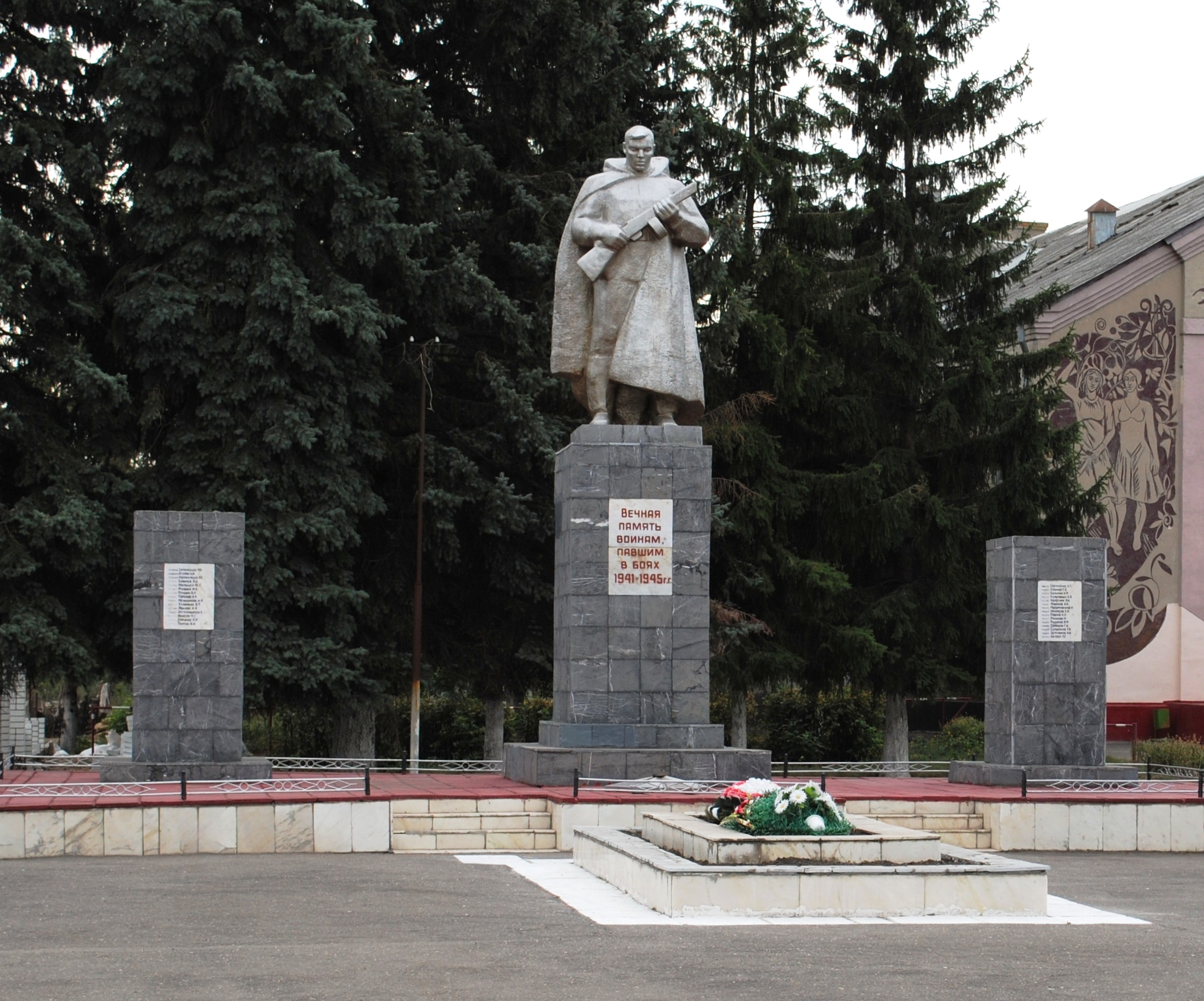
Братское захоронение в сельском поселении

Считается, что село образовалось как выселки от Беломестной слободы города Ливен в 20-30 годы XIX века:240. 

Из достопримечательностей в селе Сергиевском имеется пример типовой церковной архитектуры Константина Тона — двухпрестольный храм во имя Св. Сергия Радонежского, построенный в 1855 году:240.
На территории поселения находится село Жерино — вотчина А. И. Клушина — литератора, основоположника русского сентиментализма, совместно с Крыловым И. А. издававшего журналы «Зритель» и «Санкт-Петербургский Меркурий».

## Экономика
Имеется два крупных хозяйствующих субъекта. Большую часть поселения с западной стороны занимает ОАО Племенной Завод «Сергиевский» созданный ещё в 1922 году. На востоке располагается СП «Колос» отделение Кирово:239,240.

## Инфраструктура
На территории сельского поселения располагается 3 библиотеки, 3 сельских дома культуры, 4 фельдшерско-акушерских пункта, 4 магазина, парикмахерская, столовая, 3 отделения связи, филиал Ливенского отделения Сбербанка, два стадиона, 2 спортивные площадки.

## Транспорт и связь
Сами населенные пункты связаны между собой и районным центром шоссейными дорогами. В качестве общественного транспорта действует автобусное сообщение с Ливнами и маршрутное такси.
В Беломестненском сельском поселении работают 4 сотовых оператора Орловской области:
- МТС
- Билайн, компания Вымпел-Регион
- Мегафон, компания ЗАО Соник дуо
- TELE2

## Администрация
Администрация сельского поселения находится в селе Сергиевское, улица Голицына, д.2.

Исполняющей обязанности главы сельского поселения является Купавых Ксения Николаевна.